# Société botanique de Genève
La Société botanique de Genève est une société savante suisse fondée en 1875 à Genève.

## But et missions
Vouée à l'étude et à la promotion de la botanique, cette société met à jour les connaissances scientifiques utiles pour préserver l'environnement et la biodiversité. Elle s'occupe en particulier du suivi de la flore du canton de Genève. Elle est ouverte à tous ceux qui s'intéressent à la botanique, des débutants aux experts.

## Histoire
La Société botanique de Genève est fondée le 1er mars 1875. Ses cinq membres fondateurs sont Auguste Lemaitre, Eugène Penard, Eugène Privat, Henri Rornieux et Adolphe Tschumi.

## Collaborations
Elle collabore de longue date avec les Conservatoire et Jardin botaniques.

## Activités
En 1989, la Société botanique de Genève, avec le WWF et les Conservatoire et Jardin botaniques de Genève, lance un projet de cartographie de la flore qui aboutit à la publication de l'Atlas de la flore du canton en 2011.

Une revue nommée Saussurea est publiée chaque année. Elle rassemble des articles de vulgarisation et de recherches.

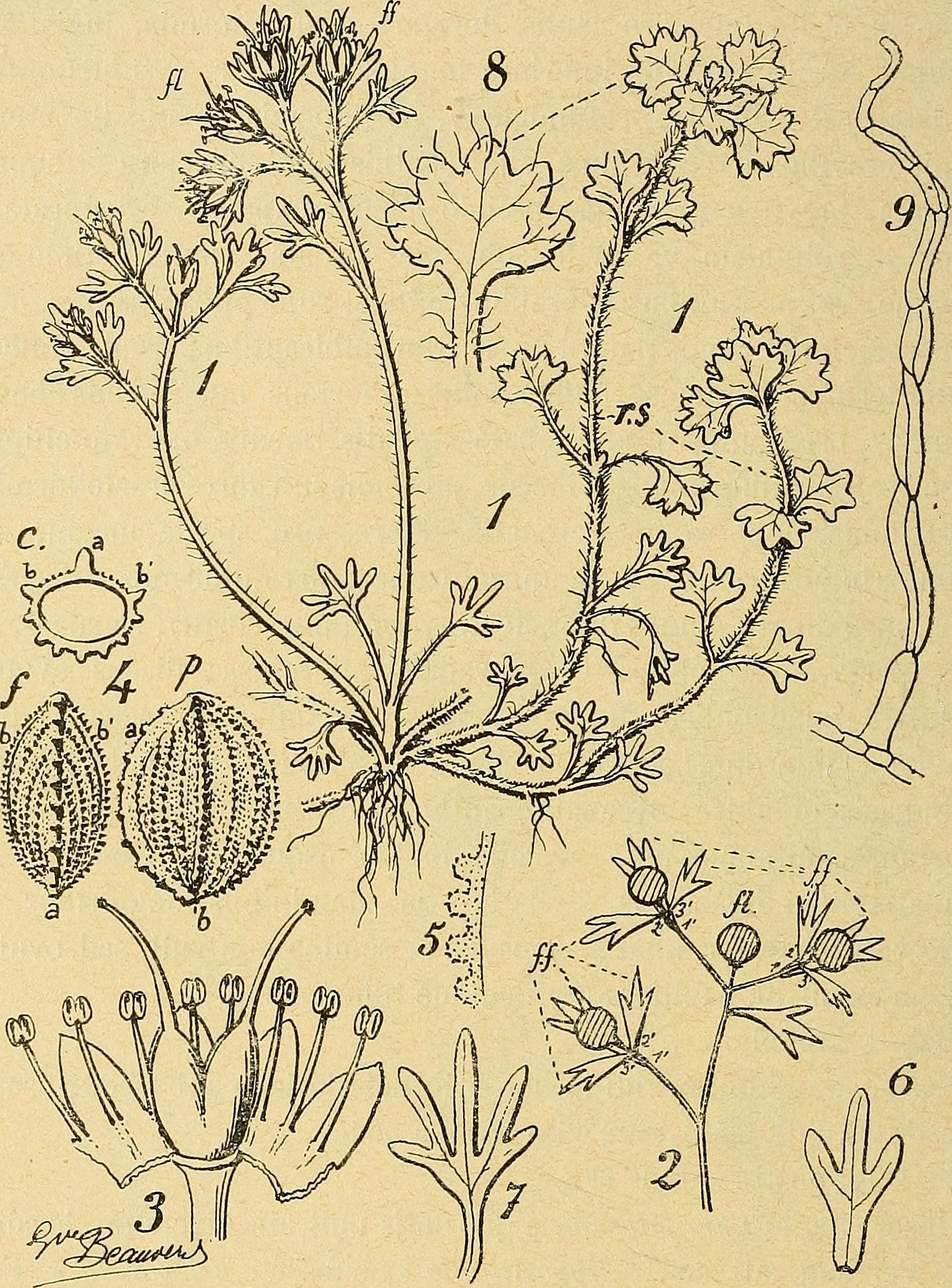
Bulletin de la Société botanique de Genève (1913).
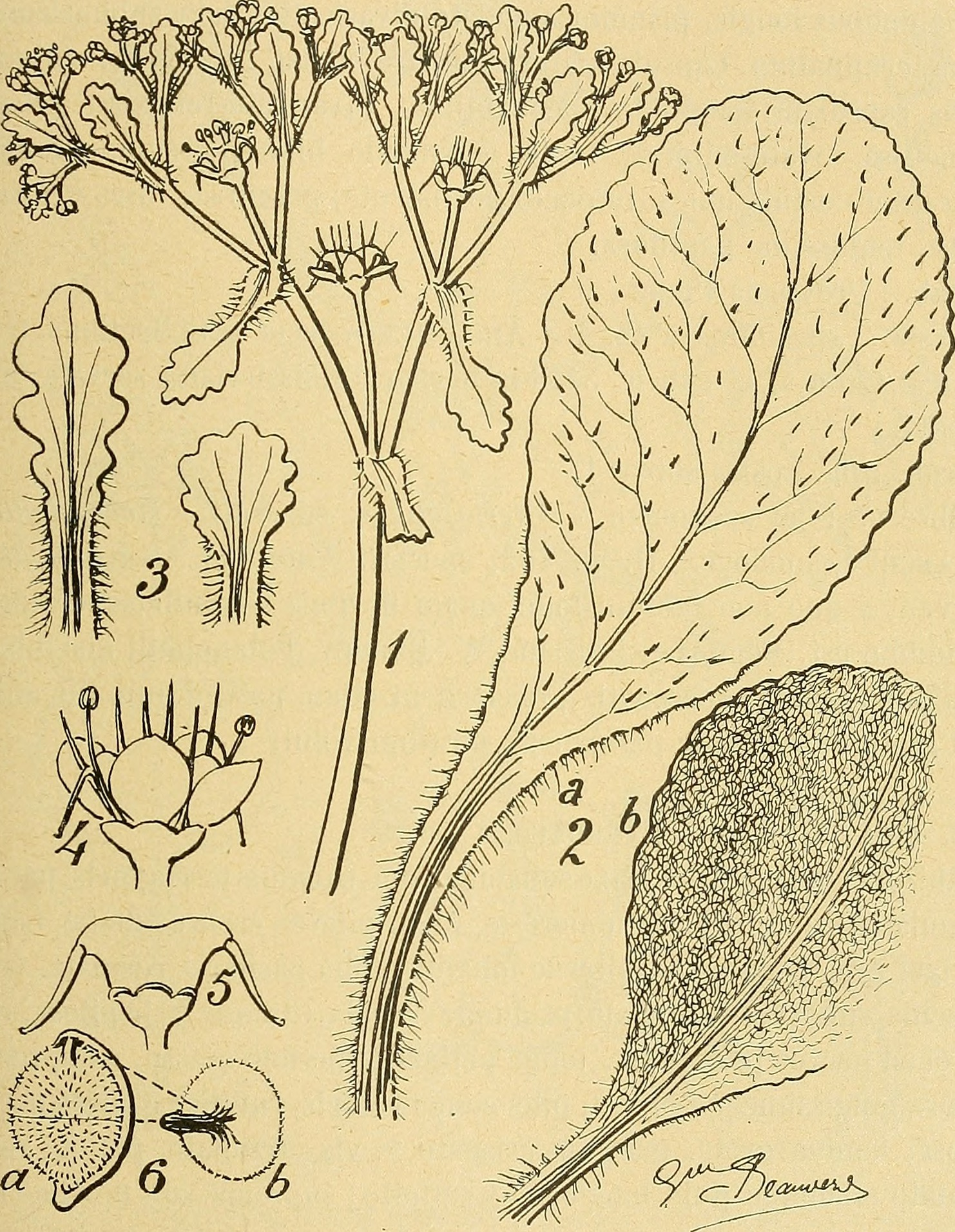